# نیوزیلند پست
نیوزیلند پست (مائوری: Tukurau Aotearoa) شرکت دولتی پست نیوزیلندی است، که در سال ۱۹۸۷ تأسیس شد.